# História de Guimarães

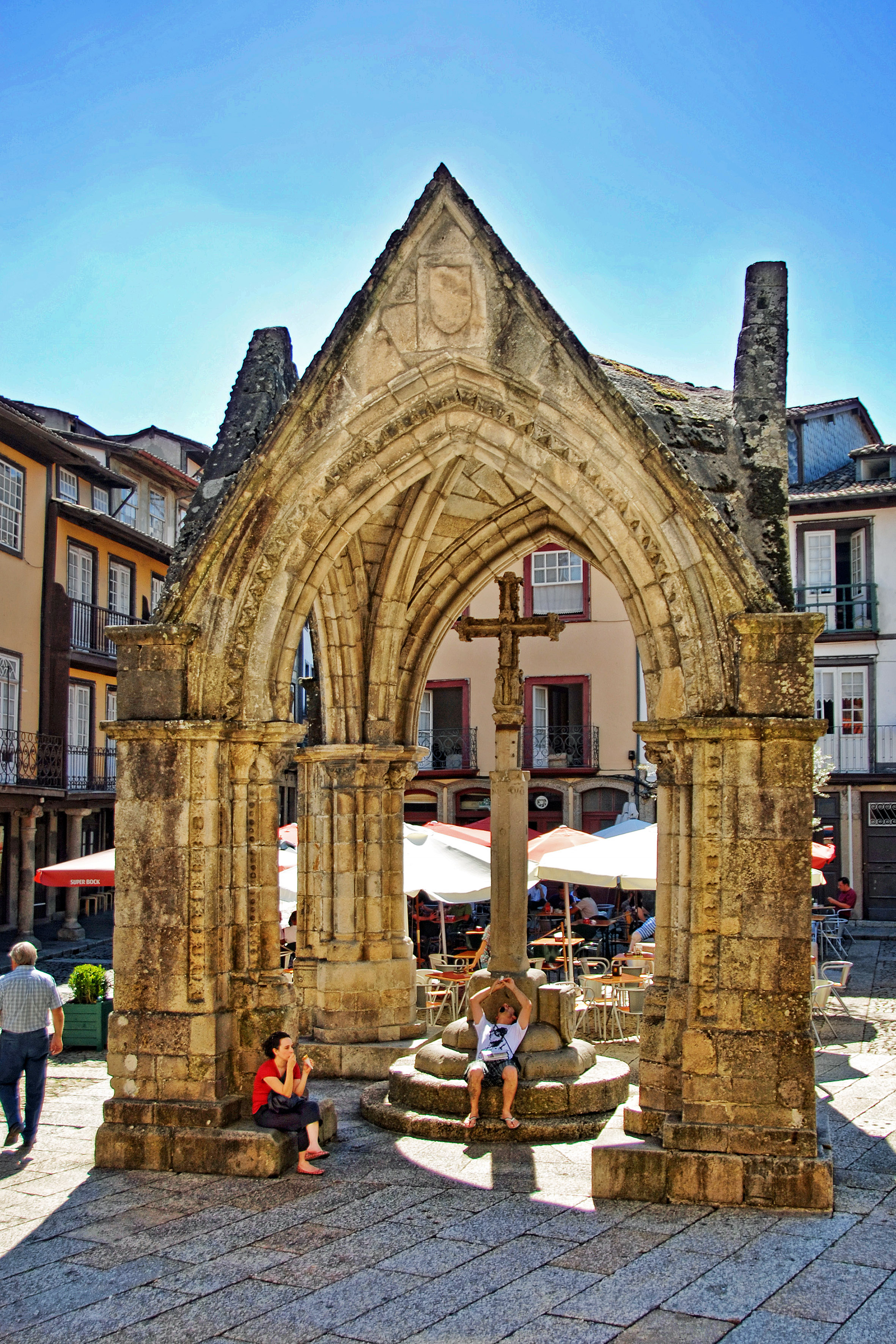
Praça da Oliveira, no Centro histórico de Guimarães, com o Padrão do Salado

A cidade de Guimarães está historicamente, associada à fundação da nacionalidade e identidade Portuguesa. Guimarães (entre outras povoações) antecede e prepara a fundação de Portugal, sendo conhecida como "O Berço da Nação Portuguesa". Aqui tiveram lugar em 1128 os principais acontecimentos políticos e militares, que levariam à independência e ao nascimento de uma nova Nação. Por esta razão, está inscrito numa das torres da antiga muralha da cidade “Aqui nasceu Portugal”, referência histórica e cultural de residentes e visitantes nacionais.

#### Pré e Proto-História
A região em que Guimarães se integra é de povoamento permanente desde pelo menos o Calcolítico Final nacional, como atestam a presença, no município, das citânias de Briteiros e de Sabroso ou a Estação arqueológica da Penha. Estes mesmos povoados foram romanizados pela ocupação romana que fundou outros novos povoamentos.
A Ara de Trajano denuncia a utilização, pelos romanos, das águas termais da vila de Caldas das Taipas.

#### Da fundação de Guimarães à fundação de Portugal

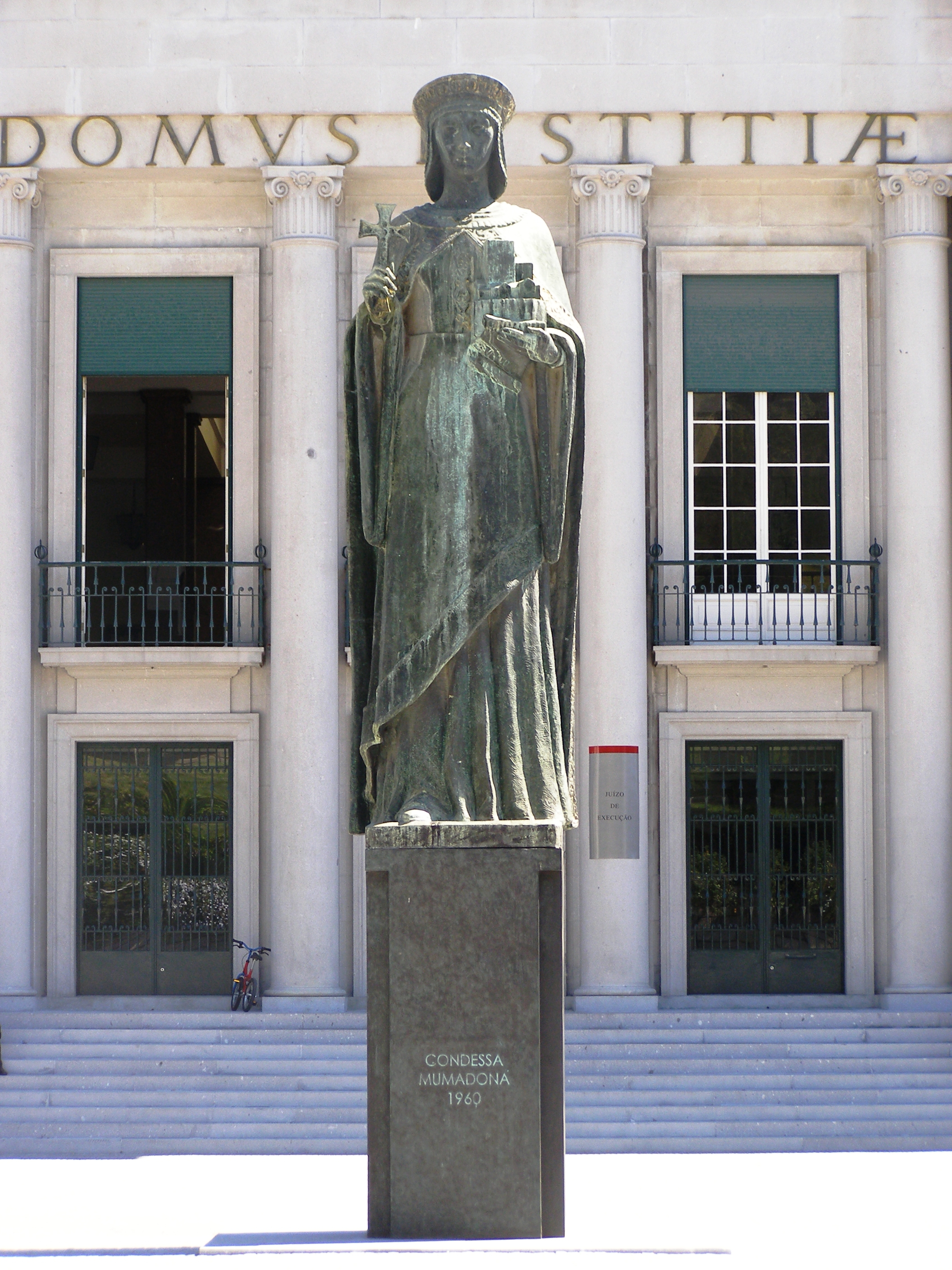
Álvaro de Brée, Estátua de Mumadona Dias em frente ao Tribunal de Comarca

Após a intervenção política de reconquista organizada pelo Reino das Astúrias, com a intervenção do fidalgo Vímara Peres ainda no remoto século IX, a fundação medieval da moderna cidade tem as suas raízes no remoto século X. Foi nesta altura que a condessa Mumadona Dias, viúva de Hermenegildo Gonçalves, mandou construir, na sua propriedade de Vimaranes, um mosteiro dúplice, que se tornou num pólo de atracção e deu origem à fixação de um grupo populacional conhecido como vila baixa. Paralelamente e para defesa do aglomerado, mandou construir um castelo a pouca distância, na colina, criando assim um segundo ponto de fixação na vila alta. A ligar os dois núcleos formou-se a Rua de Santa Maria.
No século XI Guimarães era, a seguir a Coimbra, conjuntamente com o Porto a maior cidade a norte do vale Rio Tejo, sendo que o seu recinto amuralhado ocupava a área de 3 hectares.
Posteriormente o Mosteiro transformou-se em Real Colegiada e adquiriu grande importância devido aos privilégios e doações que reis e nobres lhe foram concedendo. Tornou-se num afamado Santuário de Peregrinação, e de todo o lado acorriam crentes com preces e promessas.
A outorga, pelo conde D. Henrique, do primeiro foral nacional (considerado por alguns historiadores anterior ao de Constantim de Panóias), em data desconhecida, mas possivelmente em 1096, atesta a importância crescente da então vila de Guimarães, escolhida ainda como capital do então Condado Portucalense.
Em 1127 Guimarães foi cercada por D. Afonso VII, para terminar com a tentativa de revolta liderada por D. Afonso Henriques, e exigir que este se torne seu vassalo. Aqui se daria, a 24 de Junho de 1128, a Batalha de São Mamede. Em 1131 D. Afonso Henriques faz de Coimbra o centro da monarquia nacional, posição que até então pertencia a Guimarães.

#### Idade Média
Como a vila foi-se expandindo e organizando, foi rodeada parcialmente por uma muralha defensiva no reinado de D. Dinis. Entretanto as ordens mendicantes instalam-se em Guimarães e ajudam a moldar a fisionomia da cidade, tendo a Ordem Franciscana fundado, por volta de 1217, um eremitério em Guimarães. Posteriormente, os dois polos fundem-se num único e após o derrube da muralha que separava os dois núcleos populacionais no reinado de D. João I, a vila intramuros já pouco mudará, expandindo-se extramuros com a criação de novos arruamentos como a Rua dos Gatos.
Nos princípios da Guerra Civil de 1211 a 1216, que opôs a monarquia à alta nobreza, D. Afonso II teve de se refugiar em Guimarães quando os revoltosos tomaram Coimbra. Pouco depois, ordenou que as milícias do concelho de Guimarães e Coimbra atacassem as culturas do Arcebispo de Braga após este o ter excomungado, o que constituiu um significativo episódio do conflito entre o monarca e o clero.
Em 1250, o rei D. Afonso III reuniu cortes em Guimarães, onde o clero denunciou os graves problemas de banditismo e desordem no país, além dos abusos por parte dos funcionários régios. Em 1288 voltaram a ser feitas cortes em Guimarães, onde se discutiu principalmente o assunto das Inquirições gerais.
Durante a segunda na segunda Guerra Fernandina, de 1372 a 1373, que opôs o rei D. Fernando I de Portugal a D. Henrique II de Castela, as milícias dos concelhos de Guimarães e do Porto tentaram impedir uma incursão espanhola em território nacional, mas acabaram sendo derrotados.

#### Idade Moderna e Contemporânea

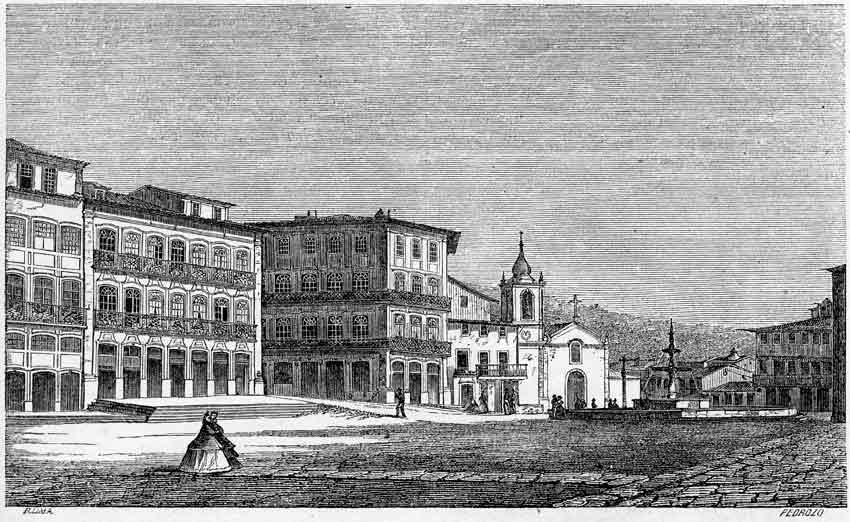
O Toural representado numa imagem de 1864.

Em 1638 ocorreu um motim em Guimarães contra o domínio espanhol, tendo os revoltosos chegado a tomar conta da cidade. Em 13 de Dezembro de 1640 ocorreu um novo movimento em Guimarães, contra o corregedor.
Haverá ainda a construção de algumas igrejas, conventos e palácios, a formação do Largo da Misericórdia (presente Largo João Franco) em finais do século XVII e inícios do XVIII, mas a sua estrutura não sofrerá grande transformação. Será a partir de finais do século XIX, com as novas ideias urbanísticas de higiene e simetria, que a vila, elevada a cidade, pela Rainha D. Maria II, por decreto de 23 de Junho de 1853, irá sofrer a sua maior mudança.
Será autorizado e fomentado o derrube das muralhas, haverá a abertura de ruas e grandes avenidas como o moderno Largo de Martins Sarmento, o Largo da Condessa do Juncal e a Alameda de São Dâmaso, e a parquização da Colina da Fundação. No entanto, quase tudo foi feito de um modo controlado, permitindo assim a conservação do seu magnífico Centro Histórico.
No dia 1 de Maio de 1960, a cidade de Guimarães foi um dos principais focos das greves dos trabalhadores, contra a falta de liberdade sindical e as graves condições de vida.
A 28 de Junho de 2013 a Cidade de Guimarães foi feita Membro-Honorário da Antiga, Nobilíssima e Esclarecida Ordem Militar de Sant'Iago da Espada, do Mérito Científico, Literário e Artístico.